# Guillaume Leblon
Guillaume Leblon (* 1971 in Lille) ist ein französischer Künstler (Installationen, Rauminstallationen, Filminstallationen, Fotografie, Papierarbeiten, Objekte).
Leblon studierte an der École des Beaux-Arts (EBA) in Lyon sowie an der Rijksakademie van beeldende kunsten in Amsterdam. Leblon lebt und arbeitet in Paris.

## Ausstellungen (Auswahl)
- 2003/2004: PORTAL 2. Kunsthalle Fridericianum, Kassel
- 2005: Le Génie du lieu. Frac Bourgogne, Dijon
- 2006: Guillaume Leblon. Kunstverein Düsseldorf
- 2007: De leur temps. Musée de Grenoble
- 2007: The Re-Conquest of Space. OVERGADEN, Kopenhagen
- 2007: Mimetic. Centre d’art de l’Yonne, Auxerre
- 2008: A Town (Not a City). Kunsthalle St. Gallen
- 2008: Guillaume Leblon: Four Ladders. STUK Arts Centre, Leuven
- 2008: Martian Museum of Terrestrial Art. Barbican Centre, London
- 2008: Wenn ein Reisender in einer Winternacht. MARTa Herford
- 2012: Une appropriation de la nature, Musée de Sérignan, Sérignan, France
- 2013: Guillaume Leblon, MassMoca, North Adams, USA
- 2013: backstroke, carlier | gebauer, Berlin
- 2014: À dos de cheval avec le peintre, IAC – Institut d’Art Contemporain, Villeurbanne, Lyon, Frankreich

## Werke in Öffentlichen Sammlungen
- FRAC – Bourgogne, Dijon